# 鬼ノ仁
鬼ノ仁（きのひとし、1969年2月23日 - ）は、日本の漫画家、イラストレーター。男性。青森県出身。東京デザイナー学院建築デザイン科卒業。主に成人向け漫画を描き、一級建築士で建築設計事務所（意匠）も営んでいたが現在は休業中（2014年に一時再開）。DECファン。
NAS-Oの同人誌に寄稿したのがきっかけで、1999年に『ミスリル』（『コミックライズ』4月号）でデビュー。
2014年に漫画家を一時引退するも、2015年に『僕の麻利恵さん』にて復帰した。同作の単行本にて、引退および復帰の経緯について語られている。
2019年に「鬼ノ仁」名義で再引退し、直後に「魅魑」（MITI）名義で『シニビトガタリ』第1巻（日本文芸社）が刊行され、再デビューした。

## 著作リスト

### 単行本

#### 「鬼ノ仁」名義
- 『制服少女』 （2000年8月5日初版発行[3]〈2000年8月19日発売[4]〉、コアマガジン〈ホットミルクコミックシリーズ120〉、ISBN 4-87734-381-4、成人向け）
- 『不純異性交遊』 （2001年5月19日初版発行[5]〈同日発売[4]〉、コアマガジン〈メガストアコミック001〉、ISBN 4-87734-450-0、成人向け）
- 『活線挿抜』 （2003年4月19日初版発行[6]〈2003年8月1日発売[4]〉、コアマガジン〈メガストアコミック013〉、ISBN 4-87734-662-7、成人向け）
- 『肉体関係』 （2003年4月19日初版発行[6]〈2003年8月1日発売[4]〉、コアマガジン〈メガストアコミック014〉、ISBN 4-87734-663-5、成人向け）
  - 『鬼ノ箱』 （2003年4月19日初版発行[6]〈同日発売[4]〉、コアマガジン〈メガストアコミック〉、ISBN 4-87734-627-9、成人向け）― ｢活線挿抜｣と｢肉体関係｣に小冊子を加えたBOX
- 『近親相姦』 （2004年8月19日初版発行[7]〈同日発売[4]〉、コアマガジン〈メガストアコミック034〉、ISBN 4-87734-753-4、成人向け）
- 『愛情表現』 （2006年11月29日、白泉社〈ジェッツコミックス〉、ISBN 4-592-14277-2） ― 鬼ノ仁短篇集、『ヤングアニマル嵐』『ヤングアニマルあいらんど』『チャンピオンRED』掲載分
- 『個人授業』 （2006年12月19日発売[4]、コアマガジン〈メガストアコミック107〉、ISBN 4-86252-095-2、成人向け）
- 『ラブホいこうよ♥』 （白泉社『ヤングアニマル嵐』連載、〈ジェッツコミックス〉）
  1. 2007年12月20日、ISBN 978-4-59214-491-5
  2. 2008年9月29日、ISBN 978-4-59214-492-2
  3. 2009年6月29日、ISBN 978-4-59214-493-9
- 『お義姉さんと僕。』 （2011年10月25日、ジャイブ『月刊コミックラッシュ』連載、〈CR COMICS DX〉、ISBN 978-4-86176-866-8）
- 『絶対領域』 （2011年10月25日発売[4]、コアマガジン〈メガストアコミック318〉、ISBN 978-4-86436-171-2、成人向け）
- 『紳士淑女』 （2011年10月25日発売[8]、マックス〈ポプリコミック〉、ISBN 978-4-86379-054-4、成人向け）
- 『きみのなか』[9] （2013年9月27日、ワニマガジン〈ワニマガジンコミックススペシャル〉、ISBN 978-4-86269-272-6、成人向け） ― BEST COLLECTION
- 『発情装置』[10] （2013年9月27日、ワニマガジン〈ワニマガジンコミックススペシャル〉、ISBN 978-4-86269-271-9、成人向け）
- 『僕の麻利恵さん』 （2015年12月4日発売[11]、ティーアイネット〈MUJIN COMICS〉、ISBN 978-4-88774-588-9、成人向け）
- 『無限姦通 〜鬼ノ仁ベストセレクション〜』 （2015年12月4日発売[12]、ティーアイネット〈MUJIN COMICS〉、ISBN 978-4-88774-589-6、成人向け） ― 『きみのなか』との内容重複なし
- 『新人女教師 新條優子』 （ティーアイネット〈MUJIN COMICS〉、上下巻、成人向け）
  - (上) 2018年7月6日発売[13]、ISBN 978-4-88774-695-4
  - (下) 2019年3月1日発売[14]、ISBN 978-4-88774-720-3
- 『一級建築士矩子の設計思考』 （日本文芸社『週刊漫画ゴラク』連載、〈ニチブンコミックス〉）
  1. 2022年3月9日発売[15]、ISBN 978-4-537-14478-9
  2. 2023年4月18日発売[16]、ISBN 978-4-537-14633-2
  3. 2024年4月18日発売[17]、ISBN 978-4-537-14806-0
  4. 2025年4月17日発売[18]、ISBN 978-4-537-17219-5

#### 「魅魑」名義
- 『シニビトガタリ』 （日本文芸社、既刊3巻＋『コミックヘヴン』連載。ホラーアクションだが性的な描写も多い）
  1. 2019年4月20日（2019年4月8日発売[19]）、ISBN 978-4-53713-902-0
  2. 2019年12月9日発売[20]、ISBN 978-4-53714-176-4
  3. 2020年11月30日発売[21]、ISBN 978-4-53714-312-6

### 小説（ジュブナイルポルノ）・書籍イラスト
- 『綾子 ―陵辱』 （2002年6月1日、著：池かなた、桜桃書房〈OHTOH ZERO NOVELS〉、ISBN 4-7567-2666-6）
- 『左巻キ式ラストリゾート ―ぷにふごEX』 （2004年4月、著：海猫沢めろん、ぴぃちぐみ、イーグルパブリシング〈パンプキンノベルス〉、ISBN 4-86146-003-4）
  - 『左巻キ式ラストリゾート』 （2014年6月11日発売[22]、著：海猫沢めろん、星海社文庫、ISBN 978-4-06-138970-0）―加筆修正し、改題のうえ文庫化したもの。
- 『Wish ―テニス部の果実』 （2004年4月15日初版発行[23]〈同日発売[24]〉、著：北都凛、フランス書院〈美少女文庫〉、ISBN 4-8296-5725-1）
- 『Will ―薔薇のお嬢様』 （2005年7月15日発売[25]、著：北都凛、フランス書院〈美少女文庫〉、ISBN 4-8296-5756-1）
- 『Pia キャロットへようこそ!!3 ―海辺の秋物語』 （2009年3月25日、著：舞田朗、コアマガジン〈G-type NOVELS 15〉、ISBN 978-4-86252-549-9）
- 『お嬢様は白いのがお好き!?』 （2009年7月20日〈2009年7月16日発売[26]〉、著：鷹羽シン、フランス書院〈美少女文庫えすかれ〉、ISBN 978-4-8296-5891-8）
- 『お嬢様は白いのがトコトンお好き!?』 （2010年4月20日〈2010年4月16日発売[27]〉、著：鷹羽シン、フランス書院〈美少女文庫えすかれ〉、ISBN 978-4-8296-5925-0）
- 『アヘ顔見ないで! 先生はクールな退魔士』 （2010年7月20日〈2010年7月16日発売[28]〉、著：鷹羽シン、フランス書院〈美少女文庫えすかれ〉、ISBN 978-4-8296-5938-0）
- 『一級建築士矩子と考える危ないデザイン』（2024年4月2日〈2024年4月12日発売〉、著：浅野祐一、編集：日経クロスティック、日経BP、ISBN 978-4-2962-0463-2）

### その他
- F.L.O.W.E.R
- ORE TO NENE NO SEX NIKKI.
- ORE TO MANAKA NO SEX NIKKI.
- おとうさんといっしょ 1～4
- X BLOOD 1～3

## アニメ化された作品
- 『制服処女』 （監督：むらかみてるあき）
- 『個人授業』
- 『学園姉妹』